# Летя-Веке
Летя-Веке (рум. Letea Veche) — село у повіті Бакеу в Румунії. Входить до складу комуни Летя-Веке.
Село розташоване на відстані 244 км на північ від Бухареста, 3 км на південний схід від Бакеу, 83 км на південний захід від Ясс, 143 км на північний схід від Брашова.

## Населення
За даними перепису населення 2002 року у селі проживали 2394 особи. Усі жителі села рідною мовою назвали румунську.
Національний склад населення села:
| Національність | Кількість осіб | Відсоток |
| -------------- | -------------- | -------- |
| румуни         | 2383           | 99,5%    |
| цигани         | 10             | 0,4%     |